# Jona (profeet)

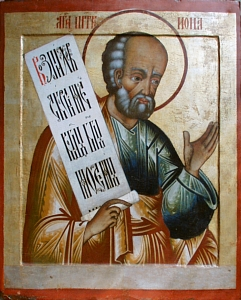
Russisch-orthodox icoon van Jona

Jona of Jonas (Hebreeuws: יוֹנָה, Yônā, "duif", Grieks/Latijn: Ionas,  Arabisch: يونس Yūnus of يونان Yūnān) is een profeet in de Hebreeuwse Bijbel. In de Koran wordt hij Yunus genoemd. Hij wordt traditioneel beschouwd als de schrijver van het gelijknamige boek Jona, het vijfde in de serie van twaalf kleine profeten, maar er is geen enkele aanwijzing dat hij de schrijver is. Jona is vooral legendarisch als de man die drie dagen in de buik van een grote vis overleefde. Er wordt wel verondersteld, dat dit een walvis zou zijn.

## Datering
In het boek Jona staat niet wanneer hij optrad. Hij komt echter ook voor in 2 Koningen 14:25. Net als in het boek Jona staat er dat deze Jona de zoon was van Amittai, dus het gaat waarschijnlijk om dezelfde profeet. In dat geval was Jona afkomstig uit Gat-Hachefer (enkele kilometers ten noorden van Nazareth). Ook staat daar dat Jona voorspeld had dat Jerobeam verloren terrein zou heroveren. Op grond daarvan neemt men aan dat hij actief was tijdens de regering van Jerobeam II (ca. 786 - 746 v.Chr.).

## Nieuwe Testament

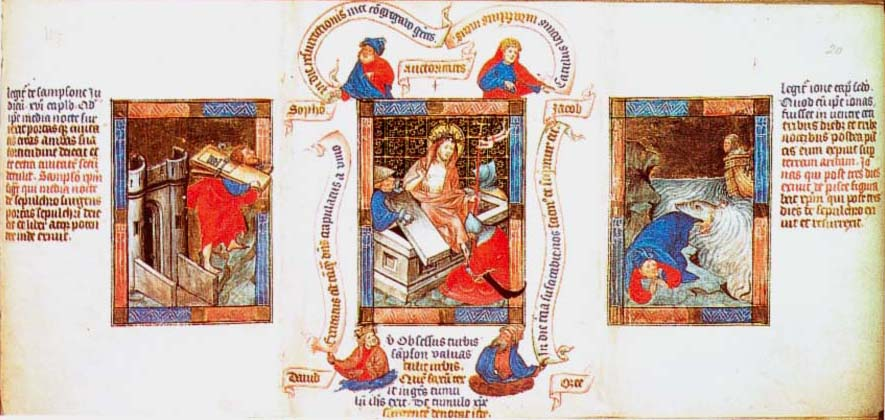
Jezus staat op uit het graf, naast Jona uitgespuugd op het strand

In het Nieuwe Testament wordt naar Jona verwezen met de uitdrukking "teken van Jona". Hiermee werd zijn verblijf in de grote vis gezien als een vooruitwijzing naar de drie dagen die Jezus in het graf zou verblijven voor zijn opstanding (Matteüs 12:39-41, 16:4). Ook werd een parallel gezien tussen Jona's en Jezus' prediking (Lucas 11:29,30,32).

## Graftombe
Een graftombe waarin Jona begraven zou zijn, bevond zich in een moskee bij Ninive, ten noorden van Mosoel. De tombe werd in 2014 vernield door Isis-aanhangers.